# Revolution Girl Style Now!
Revolution Girl Style Now – pierwsze demo punk rockowego zespołu Bikini Kill. Zostało ono samodzielnie wydane przez grupę w 1991 na kasecie kompaktowej.
Wersja na kasecie z 1991 została ponownie wydana, tym razem na płycie winylowej, CD i w formacie cyfrowym w 2015 przez wytwórnię zespołu, Bikini Kill Records. Ta reedycja zawiera dodatkowe, wcześniej niewydane utwory: „Ocean Song”, „Just Once” i „Playground”.

## Lista utworów (1991)
1. „Candy”
2. „Daddy’s Li'l Girl”
3. „Feels Blind”
4. „Suck My Left One”
5. „Carnival”
6. „This Is Not a Test”
7. „Double Dare Ya”
8. „Liar"